# Ogonowice (gromada)
Ogonowice (od 31 XII 1961 Opoczno) – dawna gromada, czyli najmniejsza jednostka podziału terytorialnego Polskiej Rzeczypospolitej Ludowej w latach 1954–1972.
Gromady, z gromadzkimi radami narodowymi (GRN) jako organami władzy najniższego stopnia na wsi, funkcjonowały od reformy reorganizującej administrację wiejską przeprowadzonej jesienią 1954 do momentu ich zniesienia z dniem 1 stycznia 1973, tym samym wypierając organizację gminną w latach 1954–1972.
Gromadę Ogonowice z siedzibą GRN w Ogonowicach utworzono – jako jedną z 8759 gromad na obszarze Polski – w powiecie opoczyńskim w woj. kieleckim, na mocy uchwały nr 13g/54 WRN w Kielcach z dnia 29 września 1954. W skład jednostki weszły obszary dotychczasowych gromad Ogonowice, Ostrów, Sitowa i Różanna ze zniesionej gminy Opoczno w tymże powiecie. Dla gromady ustalono 16 członków gromadzkiej rady narodowej.
31 grudnia 1959 do gromady Ogonowice przyłączono wsie Karwice i Dzielna, kolonię Janów Karwicki i parcelację Karwice ze zniesionej gromady Karwice oraz wieś Wola Załężna ze zniesionej gromady Wola Załężna; z gromady Ogonowice wyłączono natomiast kolonię Starostwo, włączając ją do miasta Opoczno. Tego samego dnia siedzibę GRN przeniesiono do miasta Opoczno, utrzymując jednak nazwę gromada Ogonowice.
Gromadę zniesiono 31 grudnia 1961 w związku ze zmianą nazwy jednostki na gromada Opoczno.